# Ban Džao
Ban Džao (kitajsko 班昭, pinjin Bān Zhāo) s častnim imenom Hujban (kitajsko 惠班) je bila kitajska zgodovinarka, filozofinja in političarka, * 45 ali 49, † okoli 117/120. 
Bila je prva znana kitajska zgodovinarka in skupaj s Pamfilo iz Epidavra ena prvih znanih zgodovinark. Dokončala je delo svojega brata Ban Guja o zgodovini Zahodnega Hana z naslovom Knjiga Hana. Napisala je tudi Lekcije za ženske, vplivno delo o vedenju žensk. Zelo se je zanimala za astronomijo in matematiko ter je pisala pesmi, spominske spise, argumente, komentarje, eseje in več daljših del, ki niso vsa ohranjena. Postala je najbolj znana kitajska učenjakinja in inštruktorica taoističnih spolnih praks za cesarsko družino. Ban Džao je upodobljena Džin Guanlingovem Vu Šuang puju (kitajsko 無雙譜, Preglednica neprimerljivih junakov).  

## Družina
Ban Džao je bila rojena v Anlingu blizu sodobnega Šjangjanga v provinci Šaanši. Pri štirinajstih se je poročila s Cao Šišujem. Na dvoru so jo klicali častita gospa Cao. Mož ji je umrl, ko je bila še mlada. Nikoli se ni ponovno poročila in je namesto družini svoje življenje posvetila učenosti. Bila je hči slavnega zgodovinarja Ban Biaa in mlajša sestra generala Ban Čaa in zgodovinarja Ban Guja. Bila je tudi vnukinja uglednega učenjakinje in pesnice gospe Ban. 

## Delo
Ban Džao je veliko prispevala k dokončanju in Knjige (prejšnjega) Hana (Hanšu), uradne dinastične zgodovine Zahodnega Hana. Potem ko so Ban Guja leta 92 aretirali zaradi njegove povezanosti z družino cesarice vdove Dov in je še isto leto v zaporu umrl,  je Ban Džao v njegovo nedokončano delo vnesla manjkajočih Osem preglednic (Babiao), dodala rodoslovje cesarjeve matere in pripisala veliko podatkov, ki se običajno niso zapisovali. Kasneje je Ma Šu dodal še razpravo o astronomiji, s čimer je Knjiga Hana postala popolna. 
Ban Džao je napisal tudi Lekcije za ženske, ki govorijo o izobraževanju žensk. Lekcije so bila posvečene hčerkam v njeni družini, vendar se je takoj razširila na dvoru. Na Kitajskem je bila stoletja priljubljena kot vodilo za obnašanje žensk.
Sodobne interpretacije Lekcij za ženske kažejo, da gre za temeljno besedilo konfucijanskega feminizma.
V cesarski knjižnici je poučevala cesarico Deng Suj in dvorjane, s čimer je pridobila njen politični vpliv. Cesarica in priležnice so ji dale naziv nadarjena, cesarica pa jo je imenovala za dvorno damo. Ko je cesarica postala regentka mladoletnega cesarja Šanga, je pogosto iskala njen nasvet. V zahvalo je cesarica oba njena sinova imenovala za uradnika. Ban Džao je bila tudi dvorna knjižničarka,  nadzornica uredniškega osebja in usposabljala druge učenjake za njihovo delo. V tej funkciji je preuredila in razširila Liu Šjangove Biografije uglednih žensk.  Možno je tudi, da je nadzirala prepisovanje rokopisov iz bambusnih letvic in svile na nedavno izumljen papir.
Leta 113 je bil Ban Džaojin sin Cao Čeng imenovan za uradnika v poveljstvu Čenlju. Ban Džao ga je spremljala v Čenlju in napisala potopis Dong dženg fu, ki se je ohranil. Po njeni smrti je njena snaha zbrala njena dela v treh zvezkih Zbranih del Ban Džao. Večina teh zapisov se je izgubila.

## Zapuščina
Po njej se imenuje krater Ban Džao na Veneri. 

## Družina
- Ban Biao (班彪; 3-54; oče) 
  - Ban Gu (班固; 32–92; najstarejši brat, zgodovinar)
  - Ban Čao (班超; 32-102; drugi brat, general) 
    - Ban Šjong (班雄; ?-po 107; Ban Čaov najstarejši sin)
    - Ban Ši (班始; ?-130; Ban Čaov drugi sin)
    - Ban Jong  (班勇; ?-po 127; Ban Čaov najmlajši sin)